# Brienon-sur-Armançon
Brienon-sur-Armançon és un municipi francès, situat al departament del Yonne i a la regió de Borgonya - Franc Comtat. L'any 2007 tenia 3.151 habitants.

## Demografia

### Població
El 2007 la població de fet de Brienon-sur-Armançon era de 3.151 persones. Hi havia 1.181 famílies, de les quals 388 eren unipersonals (186 homes vivint sols i 202 dones vivint soles), 305 parelles sense fills, 365 parelles amb fills i 123 famílies monoparentals amb fills.
La població ha evolucionat segons el següent gràfic:
Habitants censats

### Habitatges
El 2007 hi havia 1.436 habitatges, 1.216 eren l'habitatge principal de la família, 67 eren segones residències i 153 estaven desocupats. 1.011 eren cases i 411 eren apartaments. Dels 1.216 habitatges principals, 733 estaven ocupats pels seus propietaris, 447 estaven llogats i ocupats pels llogaters i 36 estaven cedits a títol gratuït; 44 tenien una cambra, 144 en tenien dues, 238 en tenien tres, 349 en tenien quatre i 442 en tenien cinc o més. 635 habitatges disposaven pel capbaix d'una plaça de pàrquing. A 609 habitatges hi havia un automòbil i a 375 n'hi havia dos o més.

### Piràmide de població
La piràmide de població per edats i sexe el 2009 era:
| Homes | Edats   | Dones |
| ----- | ------- | ----- |
| 5     | 95 o +  | 17    |
| 11    | 90 a 94 | 59    |
| 22    | 85 a 89 | 62    |
| 19    | 80 a 84 | 38    |
| 56    | 75 a 79 | 79    |
| 83    | 70 a 74 | 81    |
| 73    | 65 a 69 | 102   |
| 77    | 60 a 64 | 66    |
| 56    | 55 a 59 | 52    |
| 126   | 50 a 54 | 103   |
| 113   | 45 a 49 | 96    |
| 121   | 40 a 44 | 110   |
| 114   | 35 a 39 | 107   |
| 96    | 30 a 34 | 122   |
| 109   | 25 a 29 | 122   |
| 107   | 20 a 24 | 85    |
| 84    | 15 a 19 | 100   |
| 114   | 10 a 14 | 124   |
| 127   | 5 a 9   | 120   |
| 86    | 0 a 4   | 97    |

## Economia
El 2007 la població en edat de treballar era de 1.875 persones, 1.383 eren actives i 492 eren inactives. De les 1.383 persones actives 1.199 estaven ocupades (675 homes i 524 dones) i 184 estaven aturades (80 homes i 104 dones). De les 492 persones inactives 135 estaven jubilades, 138 estaven estudiant i 219 estaven classificades com a «altres inactius».

### Ingressos
El 2009 a Brienon-sur-Armançon hi havia 1.227 unitats fiscals que integraven 2.878,5 persones, la mediana anual d'ingressos fiscals per persona era de 15.220 €.

### Activitats econòmiques
Dels 123 establiments que hi havia el 2007, 5 eren d'empreses extractives, 5 d'empreses alimentàries, 1 d'una empresa de fabricació de material elèctric, 6 d'empreses de fabricació d'altres productes industrials, 11 d'empreses de construcció, 37 d'empreses de comerç i reparació d'automòbils, 5 d'empreses de transport, 7 d'empreses d'hostatgeria i restauració, 7 d'empreses financeres, 5 d'empreses immobiliàries, 5 d'empreses de serveis, 19 d'entitats de l'administració pública i 10 d'empreses classificades com a «altres activitats de serveis».
Dels 36 establiments de servei als particulars que hi havia el 2009, 1 era una oficina d'administració d'Hisenda pública, 1 gendarmeria, 1 oficina de correu, 4 oficines bancàries, 1 funerària, 5 tallers de reparació d'automòbils i de material agrícola, 1 autoescola, 2 paletes, 3 guixaires pintors, 3 lampisteries, 2 electricistes, 5 perruqueries, 4 restaurants, 2 agències immobiliàries i 1 tintoreria.
Dels 14 establiments comercials que hi havia el 2009, 1 era un hipermercat, 1 una gran superfície de material de bricolatge, 1 una botiga de més de 120 m², 4 fleques, 3 carnisseries, 2 botigues de roba, 1 una botiga de roba i 1 una joieria.
L'any 2000 a Brienon-sur-Armançon hi havia 18 explotacions agrícoles que ocupaven un total de 1.690 hectàrees.

## Equipaments sanitaris i escolars
El 2009 hi havia 2 farmàcies i 1 ambulància.
El 2009 hi havia 1 escola maternal i 2 escoles elementals. Brienon-sur-Armançon disposava d'un col·legi d'educació secundària amb 243 alumnes.

## Poblacions més properes
El següent diagrama mostra les poblacions més properes.